# Pitkäsaari (ö i Finland, Södra Österbotten)
Pitkäsaari är en ö i Finland. Den ligger i sjön Ojajärvi och i kommunen Alajärvi i den ekonomiska regionen  Järviseutu ekonomiska region  och landskapet Södra Österbotten, i den centrala delen av landet, 300 km norr om huvudstaden Helsingfors. Öns area är 0,5 hektar och dess största längd är 140 meter i sydväst-nordöstlig riktning.